# Glenn Greenwald
Glenn Edward Greenwald (* 6. března 1967) je americký investigativní žurnalista a spisovatel. V roce 2013 publikoval dokumenty whistleblowera Edwarda Snowdena pro britský deník The Guardian. Za tyto reportáže vyhrál Glenn a jeho tým cenu George Polka a Pulitzerovu cenu. Napsal mnoho bestsellerů, jako například No Place to Hide.
Před zveřejněním dokumentů Edwarda Snowdena byl považován v USA za jednoho nejvlivnějšího sloupkaře. Poté, co pracoval 10 let jako ústavní právník, začal psát blog o problémech národní bezpečnosti. V roce 2007 začal přispívat do Salonu načež se v roce 2012 přesunul do deníku The Guardian. Momentálně působí na zpravodajském serveru The Intercept, který založil společně s Laurou Poitras a Jeremym Scahillem.

## Prozrazení globálního sledování lidí

### Spolupráce s Edwardem Snowdenem
Greenwald byl poprvé kontaktován Edwardem Snowdenem, spolupracovníkem s U.S. NSA, na konci roku 2012. Snowden anonymně kontaktoval Greenwalda a řekl že má citlivé dokumenty, o které by se rád podělil. Greenwald přijmul všechna opatření týkající se zabezpečené komunikace. V lednu roku 2013 pak Snowden kontaktoval dokumentaristku Lauru Poitras.
Podle The Guardianu si Snowden vybral Greenwalda a Poitras záměrně z článků v Salonu, kde Glenn píše o kontroverzních filmech Laury a označuje ji jako "target of the government" (překlad z aj. "cíl vlády"). Greenwald začal spolupracovat se Snowdenem na přelomu února a března 2013, když si s ním Laura sjednala schůzku v New York City. Od této chvíle Snowden poskytoval dokumenty i Lauře.
První dokument byl publikován 5. června 2013 a celá série těchto dokumentů se nazývá "Global surveillance disclosure". Publikace se odehráli nejdříve na oficiálních stránkách deníku The Guardian a poté deníku The Washington Post.
Tato série dokumentů pomohla deníku The Guardian a deníku The Washington Post vyhrát Pulitzerovu cenu za veřejné služby v roce 2014.

### Zadržení Davida Miranda
V srpnu roku 2013, Metropolitní policie zadržela Greenwaldova přítele Davida Miranda na londýnském letišti Heathrow Airport pod záminkou Zákona proti terorismu 2000 poté, co přiletěl z Berlína a přesedal na letadlo domů do Rio de Janeira. Jeho osobní věci byly zabaveny včetně externího hard disku, který měl obsahovat citlivé dokumenty, důležité pro reportáže Greenwalda. Dokumenty však byly zašifrované pomocí šifrovacího softwaru TrueCrypt.
Greenwald popisuje zadržení svého přítele, jako "clearly intended to send a message of intimidation to those of us who have been reporting on the NSA and GCHQ" (překlad "jasná zastrašující zpráva pro ty, kteří se podílejí na reportážích o NSA a GCHQ").
Podle pozdějšího článku deníku The Guardian bylo zjištěno, že u sebe David Miranda měl externí hard disk obsahující 58000 přísně tajných dokumentů GCHQ a jeho zadržení bylo nařízeno Vrchním soudem v Londýně.
V prosinci 2013 požádali Greenwald a Miranda o azyl v Brazílii pro Edwarda Snowdena výměnou za spolupráci při vyšetřování NSA. Brazilská vláda uvedla, že nemá zájem o vyšetřování NSA.

## Citáty
Citát uveden na TED Talks přednášce "Why privacy mattes":
"Over the last 16 months, as I've debated this issue around the world, every single time somebody has said to me, "I don't really worry about invasions of privacy because I don't have anything to hide." I always say the same thing to them. I get out a pen, I write down my email address. I say, "Here's my email address. What I want you to do when you get home is email me the passwords to all of your email accounts, not just the nice, respectable work one in your name, but all of them, because I want to be able to just troll through what it is you're doing online, read what I want to read and publish whatever I find interesting. After all, if you're not a bad person, if you're doing nothing wrong, you should have nothing to hide." Not a single person has taken me up on that offer."

## Osobní život
Greenwald, který veřejně oznámil, že je homosexuál, žije v Riu de Janeiru se svým přítelem Davidem Mirandou.
Pochází z židovské rodiny, ale nikdy nebyl na bar micva. Říká, že věří na mystické a spirituální části světa.